# Rue des Deux Chaussées
 (août 2025).
Motif : Rue sans notoriété évidente. Sources secondaires semblent absentes.
- Archive Wikiwix
- Bing
- Cairn
- DuckDuckGo
- E. Universalis
- Gallica
- Google
- G. Books
- G. News
- G. Scholar
- Persée
- Qwant
- (zh) Baidu
- (ru) Yandex
- (wd) trouver des œuvres sur Wikidata

| 1. | Préciser le motif de la pose du bandeau. | Précisez le motif de la pose du bandeau en utilisant la syntaxe suivante : {{admissibilité à vérifier\|date=août 2025\|motif=remplacez ce texte par le motif}}                              |
| 2. | Informer les utilisateurs concernés.     | Pensez à avertir le créateur de l'article, par exemple, en insérant le code ci-dessous sur sa page de discussion : {{subst:avertissement admissibilité à vérifier\|Rue des Deux Chaussées}} |

 (signalé en août 2025).
Si vous disposez d'ouvrages ou d'articles de référence ou si vous connaissez des sites web de qualité traitant du thème abordé ici, merci de compléter l'article en donnant les références utiles à sa vérifiabilité et en les liant à la section « Notes et références ».
- Archive Wikiwix
- Bing
- Cairn
- DuckDuckGo
- E. Universalis
- Gallica
- Google
- G. Books
- G. News
- G. Scholar
- Persée
- Qwant
- (zh) Baidu
- (ru) Yandex
- (wd) trouver des œuvres sur Wikidata

La rue des Deux Chaussées (en néerlandais Tweesteenwegenstraat) est une voie bruxelloise  de la commune d'Auderghem.

## Situation et accès
Cette rue, longue d'environ 230 mètres, qui relie la chaussée de Wavre dans le bas et la chaussée de Tervueren dans le haut.

## Origine du nom
Elle porte ce nom car elle relie deux chaussées.

## Historique
En 1863, Auderghem s'appliquera à la construction de nouvelles rues. La première allait relier ces deux chaussées en partant de l'église Sainte-Anne pour aboutir au ruisseau du Rouge-Cloître (rookloosterbeek). Les travaux furent terminés en 1866 et le collège baptisa le chemin le 22 juin 1866.
Le chemin longeait l'église vers la vallée où il absorba partiellement les sentiers n° 80 et n° 81, ce dernier qualifié dans l'Atlas des Communications Vicinales (1843) sous le nom Jagerspadvoetweg.
Il paraît vraisemblable que les premières maisons de la rue furent construites dans la partie haute. Celles du bas furent construites à l'époque où le quartier ten Bruxken vit se déployer des activités industrielles.
Les habitants de la rue des Deux Chaussées durent attendre 1930 pour pouvoir se raccorder à un égout public.
Les paroissiens appelèrent la rue Kerkweg ou chemin de l'église. Entre les deux guerres, de nouveaux quartiers étaient apparus et un nouveau cimetière avait été construit dans le quartier du Transvaal.